# Derde klasse (krachtbal)
De derde nationale, is de op laagste nationale afdeling van het Belgische krachtbal.
Er nemen twaalf teams deel in de herencompetitie. Bij de dames is derde nationale de laagste reeks, zo kunnen er meer dan twaalf teams aantreden.
De inrichtende macht is de Koninklijke Vlaamse Krachtbalfederatie (VKBF).

## Herencompetitie

### Huidige clubs 2017/2018
De huidige teams in de derde klasse van het krachtbal zijn:
- KBC Aalter
- Osiris Aalst
- Z.A.K. Beveren
- D&W Koekelare
- Avanti Lissewege
- KBC Male
- Grenskracht Menen
- KBC St. Michiels
- KBK Temse
- Atlas Varsenare
- KBC Heist
- Noordster Dudzele

## Vrouwencompetitie

### Huidige clubs 2017/2018
De huidige teams in de derde klasse van het krachtbal zijn:
Reeks A:
- Sporting Brugge
- HO Beitem
- 't Botterken Baasrode
- KB Moerdamme
- Noordster Dudzele
- 't Klaverken Buggenhout

Reeks B:
- Avanti Lissewege
- KBC Male
- Krachtbal Torhout
- KBC Opstal
- KRB Loppem
- 't Klaverken Buggenhout

Reeks C:
- Avanti Lissewege
- KBK Temse
- Meraki Aalst
- KBC St. Michiels
- KRB Loppem